# Lepidostoma polythyrsum
Lepidostoma polythyrsum är en måreväxtart som beskrevs av Cornelis Eliza Bertus Bremekamp. Lepidostoma polythyrsum ingår i släktet Lepidostoma och familjen måreväxter. Inga underarter finns listade i Catalogue of Life.